# Роща (зупинний пункт)
Ро́ща (біл. Гай) — пасажирський залізничний зупинний пункт Мінського відділення Білоруської залізниці на лінії Мінськ (Інститут культури) — Барановичі-Поліські між зупинним пунктом Інститут культури та станцією Мінськ-Сортувальний. Розташований у місті Мінськ по вулиці Курчатова, неподалік від M9 МКАД та за 2,6 км від агромістечка Помислище. Відстань до станції Мінськ-Пасажирський — 8 км.
Дільниця Курасовщина — Роща найкоротша на лінії Мінськ — Стовбці ~ 1,16 км.

## Історія
1975 року електрифікований змінним струмом (~25 кВ) в складі дільниці Мінськ — Стовбці.

## Пасажирське сполучення
На платформі Роща зупиняються електропоїзди регіональних ліній, що прямують до кінцевих станцій Мінськ-Пасажирський (пл. Інститут культури), Стовбці та  Барановичі-Поліські.

## Заклади вищої освіти
Біля зупинного пункту Роща по вулиці Курчатова розташована філія Білоруського державного університету:
- Факультет радіофізики та комп'ютерних технологій БДУ;
- Біологічний факультет БГУ;
- Факультет соціокультурних комунікацій БГУ;
- Науково-дослідний інститут прикладних фізичних проблем.

## Галерея

Зупинний пункт «Роща»
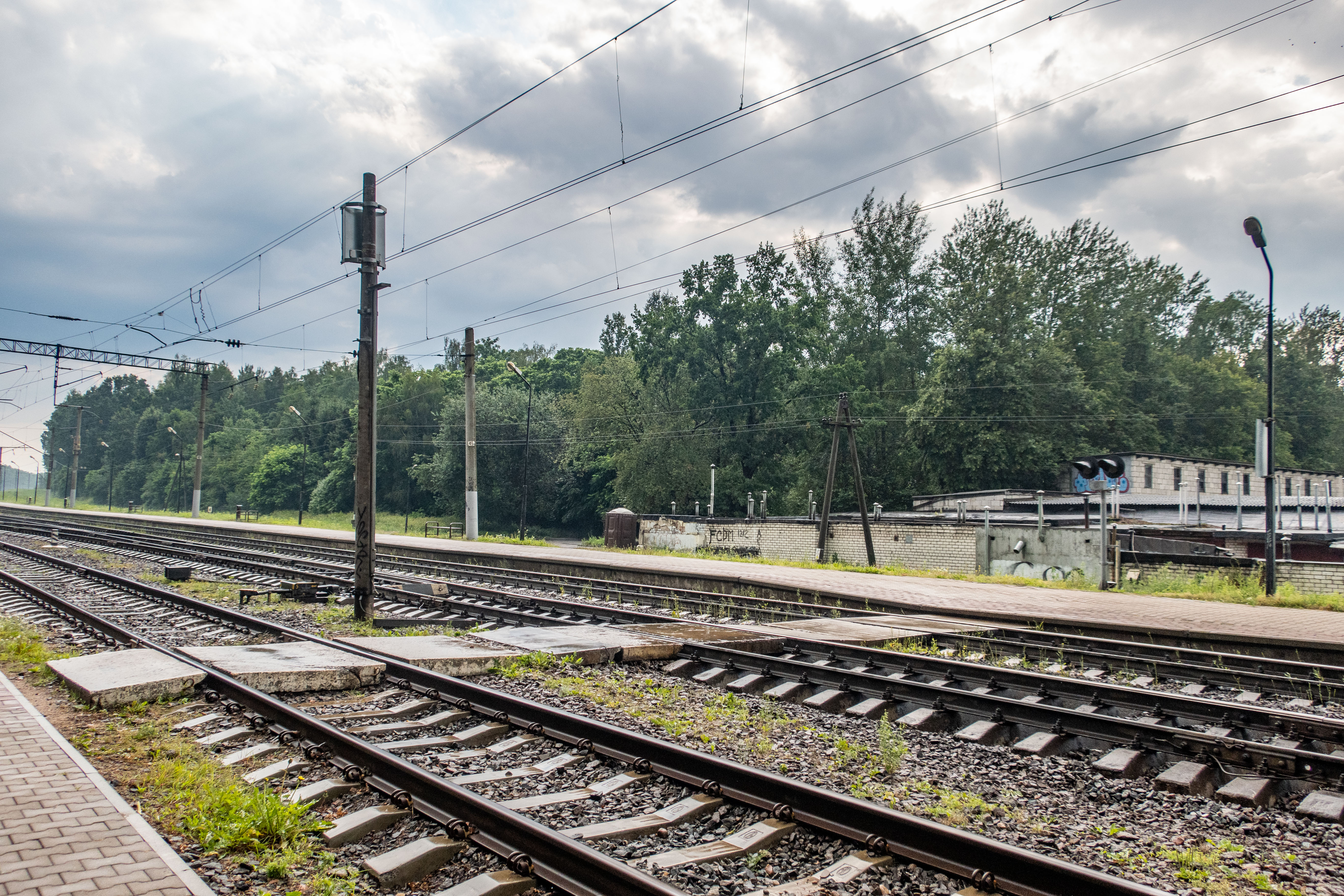
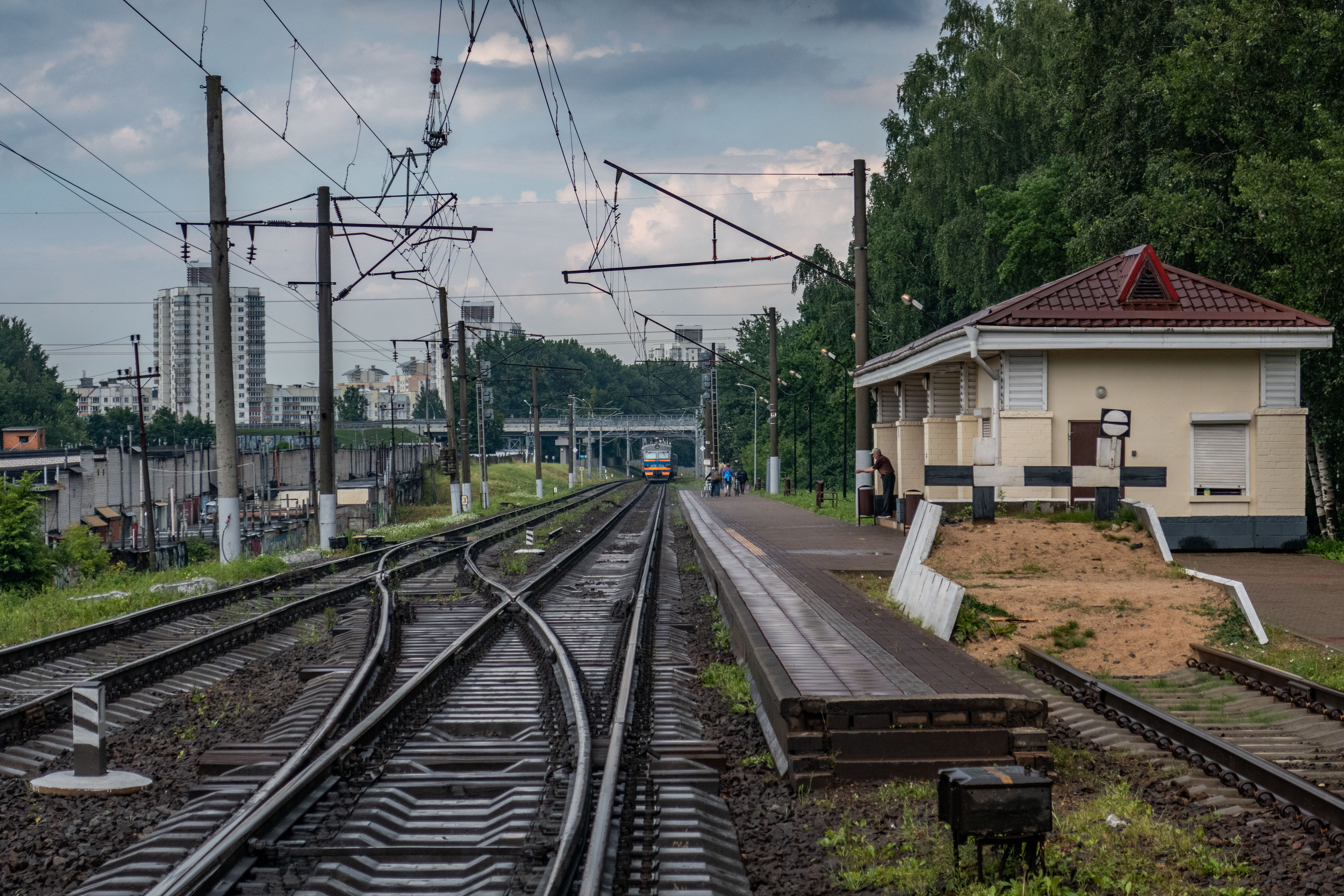
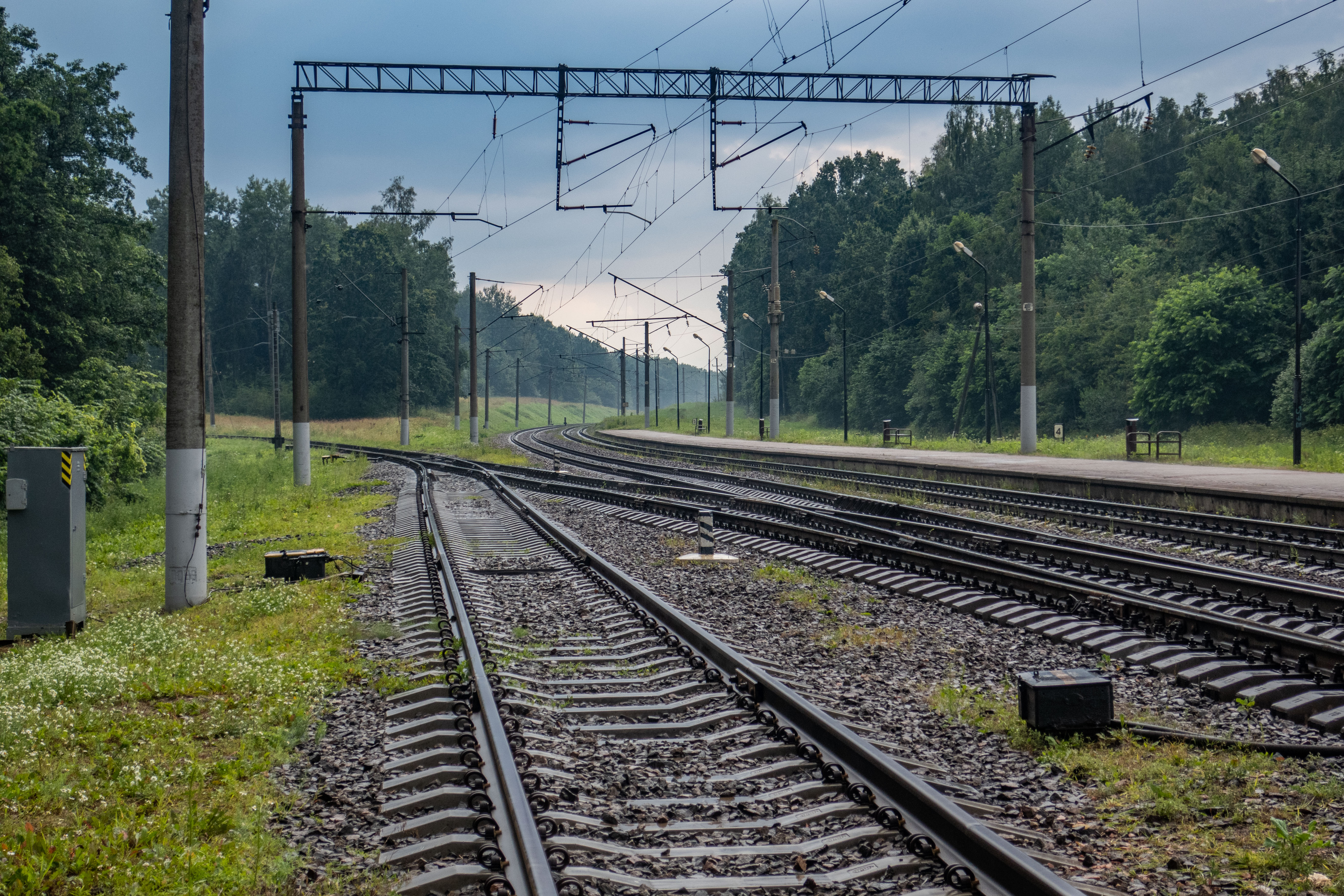
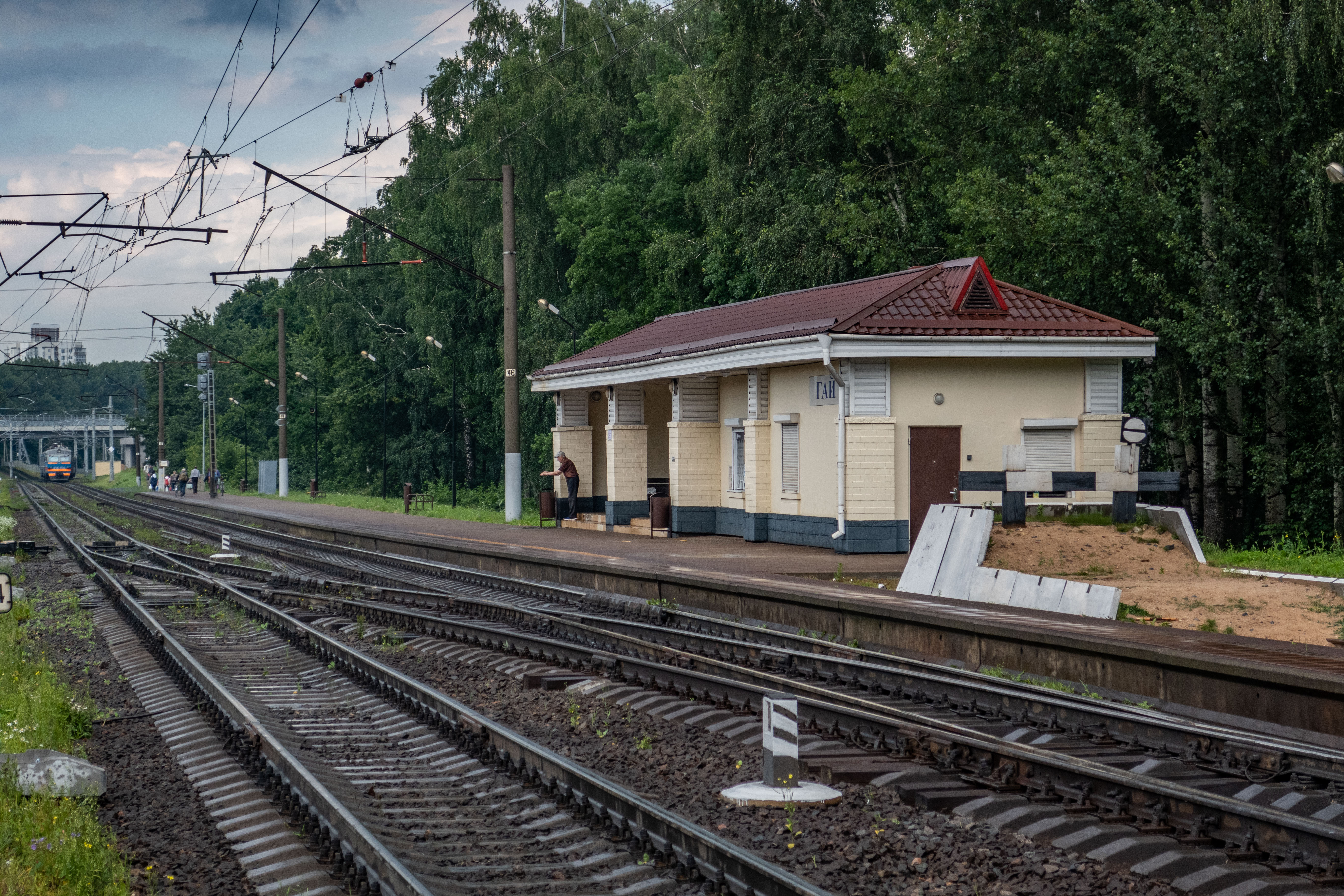